# وقت متوسط محلي

معادلة التوقيت - فوق المحور ستظهر الساعة الشمسية سريعة بالنسبة للميقاتية (Clock) التي تعرض الوقت المتوسط المحلي، وتحت المحور ستظهر الساعة الشمسية بطيئة.

الوقت المتوسط المحلي (بالإنجليزية: Local mean time، تُختصر إلى LMT)‏ هو شكل من أشكال التوقيت الشمسي الذي يصحح تغيرات الوقت المحلي الظاهري، ويشكل مقياسًا زمنيًا موحدًا عند طول جغرافي محدد. اُستُخدم قياس الوقت هذا للاستخدام اليومي خلال القرن التاسع عشر قبل اعتماد المناطق الزمنية بدءًا من أواخر القرن التاسع عشر. لا يزال لديه بعض الاستخدامات في علم الفلك والملاحة.
الفرق بين الوقت المتوسط المحلي والوقت المحلي الظاهري هو معادلة التوقيت.